# Martin Van Buren
Martin Van Buren (ur. 5 grudnia 1782 w Kinderhook, zm. 24 lipca 1862 tamże) – 8. prezydent Stanów Zjednoczonych (1837–1841). 
8. wiceprezydent Stanów Zjednoczonych (1833–1837), 10. sekretarz stanu (1829–1831).

## Młodość i edukacja
Martin Van Buren urodził się 5 grudnia 1782 w Kinderhook jako syn Amerykanów holenderskiego pochodzenia, Abrahama Van Burena i Marii Hoes. Jego ojciec pełnił funkcję pisarza gminnego i zmarł w roku 1817 (w tym samym roku zmarła także jego matka). Martin Van Buren ukończył trzy klasy szkoły podstawowej i, pomimo swojego zamiłowania do książek, nie kontynuował nauki. W wieku 14 lat podjął pracę sekretarza w kancelarii prawnej, jednak ze względu na różnice polityczne ze swoim pracodawcą wyjechał do Nowego Jorku i został zatrudniony na podobnym stanowisku w konkurencyjnej firmie. Od 1807 do 1812 pełnił funkcje radcy Sądu Najwyższego stanu Nowy Jork i sędziego spadkowego hrabstwa Columbia.

## Kariera polityczna
W 1812 Van Buren został wybrany do stanowego Senatu nowojorskiego i pełnił tę funkcję przez dwie kadencje, do roku 1820, a w czasie drugiej z nich był także stanowym prokuratorem generalnym. Działając w senacie budował także swoją pozycję we frakcji Partii Demokratyczno-Republikańskiej, w której starał się forsować politykę Thomasa Jeffersona. Zabiegał także o poparcie prasy, co było utrudnione, gdyż większość była kontrolowana przez zwolenników Partii Federalistycznej. 4 marca 1821 roku został wybrany do Senatu USA, gdzie zasiadał do 20 grudnia 1828. W tym okresie skupił się na reorganizacji działalności partii, której zapewnił kontrolę w stanie Nowy Jork i wprowadził w niej tzw. spoils system (patronaż).
W 1824 roku poparł Williama Crawforda na stanowisko prezydenta, który jednak przegrał w wewnątrzpartyjnej rozgrywce z Johnem Quincy Adamsem. Wówczas Van Buren jeszcze bardziej skupił się na pracy na rzecz rodzimej partii, tak by w następnych wyborach wyznaczyła jednego kandydata, którym był Andrew Jackson. Na początku 1828 Van Buren złożył mandat senatora, by objąć stanowisko gubernatora Nowego Jorku, po zmarłym De Witcie Clintonie.

## Sekretarz stanu i wiceprezydent USA
Po dwóch miesiącach pełnienia urzędu zrezygnował z niego, gdyż prezydent Jackson zaproponował mu objęcie funkcji sekretarza stanu w jego administracji. Dzięki jego umiejętnościom dyplomatycznym udało mu się zakończyć konflikt pomiędzy Stanami Zjednoczonymi a Wielką Brytanią, dotyczący dostępności rynków w Indiach Zachodnich. Załagodził także spór z Francją, która odmawiała wypłaty odszkodowania za konfiskaty statków amerykańskich z lat 1803-1815. Van Buren skupiał się jednak głównie na pracy na rzecz Partii Demokratycznej i zapewnieniu poparcia prezydentowi Jacksonowi. W jego rządzie pełnił rolę nie tylko sekretarza stanu, ale także zaufanego współpracownika tzw. gabinetu kuchennego. Ustąpił ze stanowiska w czasie reorganizacji gabinetu 23 maja 1831 roku.
Miesiąc po dymisji, prezydent mianował go posłem pełnomocnym w Londynie. Kiedy Senat miał zatwierdzić jego kandydaturę, sprzeciw zgłosił jego polityczny antagonista – ówczesny wiceprezydent John C. Calhoun. Ponieważ w głosowaniu był remis, decyzja o mandacie przeszła na formalnego przewodniczącego Senatu, czyli wiceprezydenta – Johna Calhouna. Ten zagłosował przeciw, dlatego Van Buren został odwołany z placówki dyplomatycznej. Dwa miesiące później, prezydent Jackson, starając się o reelekcję nominował Van Burena jako kandydata na wiceprezydenta. Po zwycięstwie wyborczym objął urząd i pełnił go przez pełną kadencję.

## Prezydentura
W wyborach prezydenckich w 1836 roku Van Buren uzyskał nominację Partii Demokratycznej jako kandydat na prezydenta. Jego kontrkandydatem z Partii Wigów był William Henry Harrison. Van Buren zwyciężył w głosowaniu powszechnym i uzyskał 170 głosów w Kolegium Elektorów, wobec 73 głosów dla Harrisona. Jednak żaden z kandydatów na wiceprezydenta nie osiągnął wymaganej większości głosów, co spowodowało, że o jego wyborze zadecydować musiał Senat. Ostatecznie wybrany został protegowany nowego prezydenta – Richard Johnson.
Głównym problemem jego administracji był krach gospodarczy, który rozpoczął się jeszcze pod koniec rządów Jacksona. Nieurodzaj w roku 1836, wycofanie twardej waluty z kont oszczędnościowych i zwiększenie podaży papierowego pieniądza doprowadziły do licznych bankructw firm i banków, a także do wzrostu cen, zwłaszcza żywności. Pomimo że Van Buren był przeciwny ingerencji rządu federalnego w sprawy gospodarki kraju, zaproponował by wycofać depozyty z banków i ustanowić całkowicie niezależny Departament Skarbu. Ta ostatnia propozycja, ze względu na opór konserwatystów, została odrzucona przez Kongres, a jej przegłosowanie było możliwe dopiero w 1840 roku.
Recesja miała także wpływ na politykę międzynarodową, ponieważ prezydent Van Buren oświadczył, że Stany Zjednoczone nie są w stanie spłacić swoich długów w Europie, co spowodowało ochłodzenie stosunków dyplomatycznych z Anglią i Francją. Na niekorzyść relacji z Koroną Brytyjską wpłynęło też powstanie w Kanadzie w 1837 roku. Pomimo że Van Buren oficjalnie ogłosił, że Stany Zjednoczone zachowują neutralność w tej sprawie, to przywódca powstania William Lyon Mackenzie, po porażce schronił się w amerykańskim Buffalo, gdzie zorganizował swój garnizon. W armii powstańczej walczyło wielu Amerykanów, zatem 5 stycznia 1838 prezydent nakazał przestrzegać neutralności pod groźbą sankcji, w obawie przed otwartym konfliktem z Anglią. Powstanie zostało stłumione jeszcze w tym samym roku, lecz w Stanach Zjednoczonych przez kilkanaście miesięcy działały jeszcze organizacje wspierające walkę o niepodległość Kanady. Zanikły one dopiero wówczas, gdy prezydent wprowadził nową poprawkę do ustawy granicznej, sankcjonującej nielegalne przekraczanie granicy.
Zagadnieniem, które pozostało nierozwiązane od czasu prezydentury Jacksona była aneksja Teksasu, której domagali się ekspansjoniści amerykańscy. Negocjacje pomiędzy władzami Republiki Teksasu a USA zostały wznowione w sierpniu 1837. Za radą sekretarza stanu Johna Forsytha, Van Buren odrzucił propozycję aneksji, ze względu na to, że Teksas był wówczas w stanie wojny z Meksykiem i prezydent obawiał się, że przyłączenie go do Unii będzie oznaczać wypowiedzenie wojny południowemu sąsiadowi.
Sprzeczna postawa ws. ekspansjonizmu doprowadziła do tego, że nawet jego mentor – Andrew Jackson udzielił mu nagany i nie udzielił mu poparcia w wyborach prezydenckich w 1840 roku. Podobne poglądy Van Buren przedstawiał w innych dziedzinach, np. był uważany za zwolennika niewolnictwa na Północy i abolicjonistę na Południu. Taka postawa nie przysporzyła mu sympatii opinii publicznej i sprawiła, że przegrał on wybory prezydenckie na rzecz kandydata Partii Wigów – Williama Henry’ego Harrisona.

## Emerytura
Po przegranych wyborach Van Buren powrócił do rodzinnej miejscowości Kinderhook. Nadal pozostawał aktywny politycznie – w 1844 roku prezydent John Tyler zaproponował mu stanowisko sędziego Sądu Najwyższego, lecz ten odmówił. Cztery lata później ubiegał się o nominację prezydencką Partii Demokratycznej, lecz jego sprzeciw wobec aneksji Teksasu spowodował, że nie uzyskał wymaganego poparcia. Uzyskał natomiast nominację antyniewolniczego Ruchu Wolnej Ziemi oraz poparcie liberalnej frakcji wigów. Przegrał w głosowaniu powszechnym i nie uzyskał żadnego głosu w Kolegium Elektorów.
Pod koniec życia uskarżał się na dolegliwości związane z astmą. Zmarł w swojej rodzinnej miejscowości, Kinderhook, 24 lipca 1862 roku i tamże został pochowany.

## Życie prywatne
Martin Van Buren zawarł związek małżeński ze swoją daleką krewną – Hannah Hoes, 21 lutego 1807 roku. Po dwunastu latach żona Van Burena zmarła. Para miała czterech synów, m.in. Johna, który był działaczem, a następnie liderem abolicjonistycznego ruchu Free Soil.